# Sběrné surovosti
Sběrné surovosti je název debutového filmu režiséra Juraje Herze na motivy povídky „Baron Prášil“ Bohumila Hrabala ze sbírky Perlička na dně s premiérou v roce 1965. Je považován za jednu z nejlepších filmových adaptací Hrabalova díla. Svoji délkou je to snímek středometrážní, vzhledem k rozdílnosti definic ještě může spadat do kategorie krátkých filmů.
Film vznikl v rámci projektu adaptující více povídek z Hrabalovy sbírky, na kterém pracovali režiséři Věra Chytilová, Jaromil Jireš, Jiří Menzel, Jan Němec, Evald Schorm a Ivan Passer. Z tohoto projektu vznikly tři filmy: pětipovídkové Perličky na dně, Passerovo Fádní odpoledne a tento film.
Film zachycuje život jednoho stanoviště sběrny papíru v 50. letech 20. století v Praze. Na tomto pracovišti se setkávají svébytné existence, mezi nejvýznačnějšími je potom Haňťa (Václav Halama), „baron Prášil“, původně komediant, který vymýšlí historky a s velkým halasem je vypráví. Nicméně zde je šéf Bohouš (František Ketzek), jenž se utíká od strastí světa k umělecké tvorbě nebo Mařenka (Bobina Maršatová), která pochází z vyšších kruhů, ale teď ji zbyla jenom hrobka na Olšanech. Při obsazování rolí režisér vsadil na neherce, což nakonec není pro čs. novou vlnu nic neobvyklého.

## Problémy
Herz se k tomuto projektu dostal skrze pozvání od Jaromila Jireše, ale musel se od počátku potýkat s tím, že ho ostatní režiséři podceňovali a přehlíželi, protože nestudoval režii na FAMU, ale režii se naučil jako samouk (formálně byl studovaný loutkoherec). Nakonec se za jeho způsobilost musel zaručit na vlastní zodpovědnost Ján Kadár, s kterým Herz spolupracoval – například na Obchodu na korze. S tím je spojen, že tehdejší nejlepší kameraman Jaroslav Kučera odmítl pro Herze točit a on si musel sehnat Kadárova Rudolfa Miliče. Film nakonec překročil třicetiminutovou stopáž a nebyl do společného filmu zařazen.